# 1968년 미스코리아
1968년 미스코리아는 1968년 5월 29일에 서울특별시 중구의 장충체육관에서 열린 열두 번째 미스코리아 선발대회이다.

## 입상자
| 대회 |        | 진 (眞) | 선 (善) | 미 (美) |
| ---- | ------ | ------- | ------- | ------- |
| 본선 | 김윤정 | 김희자  | 이지은  |         |

## 같이 보기
- 미스코리아 선발대회